# قرماسة
قرماسة (بالفرنسية: Guermassa)‏ هي قرية بربرية تونسية تقع في جنوب شرق تونس وعلى بعد 20 كيلومترا من تطاوين، وتنتمي إداريًا لولاية تطاوين، وهي تابعة لمعتمدية غمراسن، وتنقسم إلى منطقة جبلية قديمة أصبحت سياحية، ومنطقة سكنية أسفل الجبل، وفيها أحد القصور الأثرية للجنوب التونسي.

## التاريخ

### الاسم
قرماسة هي اسم بربري، ويطلق على ساكن هذه القرية اسم قرماسي (جمعها قرامسة). 

تسمى ڤرماسة عند الأهالي بلاد سبعة عروش أي السبعة قبائل، وهو عدد قبائل القرية، ذات الأصول العربية والبربرية.

يقال أن مؤسس قرية قرماسة هو الولي الصالح إبراهيم الدهماني (ابن الولي الصالح يوسف يعقوب الدهماني دفين القيروان) وكذلك ابنه حمزة الدهماني.

### قرماسة القديمة أو الجبلية
مثل كل القرى البربرية، تم إنشاء قرماسة في الجبل، أين تم حفر البيوت فيه، ويطلق عليها اسم الغار (وهو كهف منحوت في الجبل ويكون للسكن ويعرف بكونه دافئٌ شتاءً وباردٌ صيفًا).

إلى حدود سنة 1998 لم يعد من يسكن قرماسة القديمة إلا عائلتين. ويطلق عليها اسم قرماسة المطمانة (المطمئنة) أو البلاد الفوقية. أصبحت اليوم مكانا سياحيا بامتياز حيث تستقبل مركبا سياحيا.

### قرماسة الجديدة
أنشأت هذه القرية في بداية سنة 1974 على سفح الجبل حين بدأت العائلات تنزل من قرماسة القديمة، والقرية الجديدة محاطة بالجبال من جهتها الشرقية والشمالية، أما الجهة الجنوبية فهي مدخل القرية من مدينة تطاوين، والجهة الغربية هي مدخلها من مدينة غمراسن، وتنقسم قرماسة الجديدة إلى أربعة أحياء: حي سردن وشكشوك والولجة وحي الحدادة.

## السكان
كعدد من المناطق في الجنوب الشرقي التونسي، فإن عددا كبيرا من ساكني قرماسة مقيمين خارجها، إما في العاصمة أو في دول أوروبية، وذلك لدوافع تشغيلية. 
وفي 2004، بلغ عدد سكانها 1,193 شخصا، وفي 2014 أصبح عدد سكانها 1,230.

## الثقافة

### المطبخ
باعتبارها قرية ذات أصول بربرية، فإن المطبخ المحلي يتشارك هذا المخزون الثقافي الأمازيغي، مثل الدردورة والعبودة أو الزميطة والطبيخة والعيش.

### اللباس
كما هو الشأن بالنسبة للمطبخ، فإن اللباس القرماسي له جذور بربرية، ويتشارك في الصفات الكبرى مع اللباس التقليدي لبقية الجهات الجنوبية للبلاد، إلا أن كل جهة لها تفاصيل تميزها عن الأخرى.
التعجيرة  وهي لباس نسائي، تتمثل في غطاء أحمر من الحرير، ويستغرق صنعها يدويا مدة طويلة تصل 3 سنوات. قرماسة أيضا هي إحدى الأماكن المعروفة بصناعة المرقوم. نجد أيضا البخنوق  وهو غطاء نسائي أيضا.

## شخصيات
- صالح بن يوسف (1907-1961): ولد في جزيرة جربة لعائلة عريقة أصلها من قرماسة.

- علي القرماسي هو علي بن مسعود بن علي القرماسي (الهويدي) ولد عام 1923 وتوفي عام 1992، رسام تونسي. لقب نفسه بالقرماسي نسبة إلى مسقط رأس أجداده قرماسة الواقعة بولاية تطاوين بتونس